# Edinburgh Academy

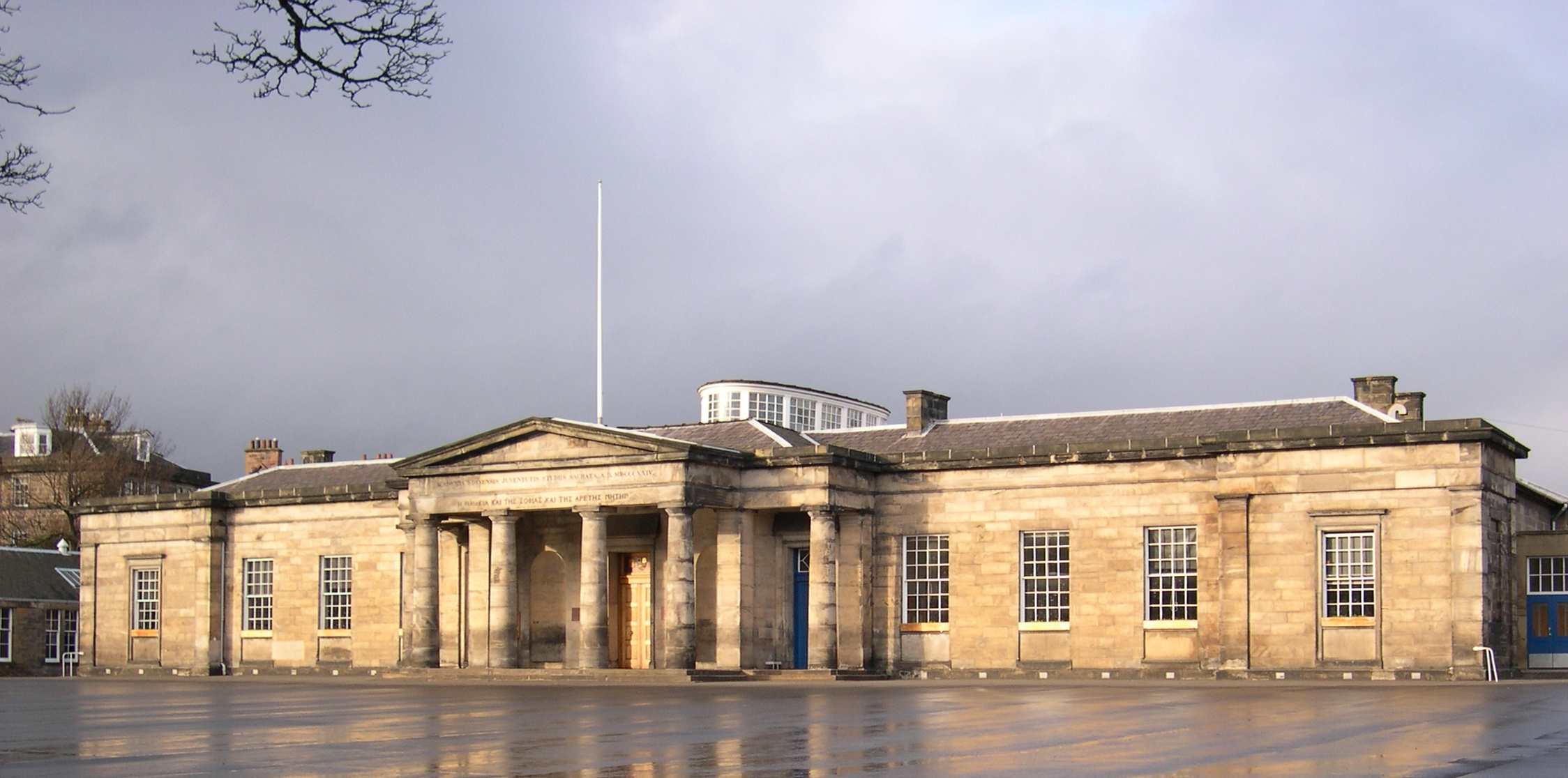
Edinburgh Academy (Hauptgebäude)

Die Edinburgh Academy ist eine schottische Privatschule (Independent School) in Edinburgh. Sie ist selbstständig und finanziert sich selbst, unterliegt aber der britischen Schulinspektion (Ofsted). Die Schule wurde 1824 gegründet. Das erste Gebäude beherbergt heute die Sekundarschule in Henderson Row im Viertel New Town. Die Primarschule liegt an der Arboretum Road im Norden des Botanischen Gartens.
Es handelt sich um eine Tagesschule, bis 2008 gab es ein kleines Internat. Die Schule ist koedukativ mit etwa 1000 Schülerinnen und Schülern.
Bei der Gründung als Jungenschule und Internat standen noch die alten Sprachen, vor allem Griechisch, im Mittelpunkt. Leonard Horner und Walter Scott gehörten zu den Gründungsdirektoren. Ihr Motiv lag darin, den englischen Public Schools eine schottische Alternative gegenüberzustellen. Die Schule hatte viele bekannte Schüler, darunter den Schriftsteller Robert Louis Stevenson und den Physiknobelpreisträger J. Michael Kosterlitz.
Das elitäre Motto lautet Αἰὲν ἀριστεύειν (immer der Beste sein).

## Ehemalige Schüler
- Frederick Marshman Bailey (1882–1967), Offizier, Forscher
- Isaac Bayley Balfour (1853–1922), Botaniker
- Robert Michael Ballantyne (1825–1894), Schriftsteller (Schulbesuch 1835–1837)
- George Beilby (1850–1924), Chemiefabrikant
- Joseph Bell (1837–1911), Vorbild für Sherlock Holmes
- Guy Berryman (* 1978), Coldplay Bassist
- John McConnell Black (1855–1951), Linguist, Botaniker
- Francis Cadell (1883–1937), Maler
- Francis Cadell, Entdecker in Australien.
- Charles Campbell (1854–1927), Fußballer
- Andrew Cunningham (1883–1963), Admiral
- William Cunningham, Ökonom
- Tam Dalyell (1932–2017), Autor
- Francis Douglas (1847–1865), Bergsteiger
- Charles Falconer (* 1951), Lordkanzler
- Alexander Penrose Forbes (1817–1875), Bischof von Brechin (Schulbesuch 1825–1832)
- Iain Glen (* 1961), Schauspieler (Schulbesuch 1965–1978)
- John Scott Haldane (1860–1936),  Physiologe (Schulbesuch 1870–1876)
- Richard Burdon Haldane (1856–1928), Lordkanzler (Schulbesuch 1866–1872)
- Colin Hardie (1906–1998), Altphilologe
- James Hector (1834–1907), Entdecker (Schulbesuch 1844–1845)
- Fleeming Jenkin (1833–1885), Ingenieur (Schulbesuch 1875–1881)
- Sunil Khilnani (* 1960), indischer Politologe
- Norman Boyd Kinnear (1828–1957), Zoologe
- J. Michael Kosterlitz (* 1943), Nobelpreisträger in Physik 2016
- Andrew Lang (1844–1912), Schriftsteller
- Robert Scott Lauder, Arzt (Schulbesuch 1852–1858)
- Robert Lorimer  (1864–1929), Architekt und Designer
- Magnús Magnússon (1929–2007), Schriftsteller (Schulbesuch 1935–1948)
- James Clerk Maxwell (1831–1879), Physiker (Schulbesuch 1841–1847)
- Jock Slater (* 1938), First Sea Lord
- Sir Ninian Stephen (1923–2017), Generalgouverneur von Australien
- Robert Louis Stevenson (1850–1894), Schriftsteller (Schulbesuch 1861–1863)
- Peter Guthrie Tait (1831–1901), Physiker (Schulbesuch 1841–1847)
- D’Arcy Wentworth Thompson (1860–1948), Mathematischer Biologe (Schulbesuch 1870–1877)
- Iain Vallance, Baron Vallance of Tummel (* 1943), Wirtschaftsmanager
- George Younger, Politiker (Schulbesuch 1864–1867)